# كونانجودي ماستان صاحب
كان كونانجودي ماستان صاحب (1792-1838) شاعرًا وملحنًا صوفيًا تاميليًّا قادريًا .  لا تزال أغانيه مشهورة حتى اليوم، خاصة في موسيقى جانا في تشيناي . 

## وقت مبكر من الحياة
ولد ماستان صاحب في كونانجودي بالقرب من توندي في منطقة راماناثابورام ، كان يُدعى السلطان عبد القادر صاحب عند ولادته، وكان والداه نينار محمد صاحب وفاطمة بيفي والدين ثريين روثر لكن الابن اختار التخلي عن كل شيء بحثًا عن الحقيقة العليا. أصبح صوفيًا، متبعًا للطريقة القادرية. وعبر عن محبته لله في شكل أغاني. وكان الله محبوبا بالنسبة له وفي بعض الأغاني متفقا مع التقليد الصوفي. في النهاية تخلى عن الحياة الدنيوية وأصبح زاهدًا وصوفيًا، يتجول من مكان إلى آخر، ويعيش في الغابات، واستقر في النهاية في تشيناي. 

## حياة
في ضريح تيروبارانكونرام ، يقال إن ماستان صاحب قد اختبر صحوة صوفية عميقة أثناء خضوعه للفلفل الحار ، وهي فترة أربعين يومًا من التأمل المنعزل. في ضريح تيروبارانكونرام ، يقال إن ماستان صاحب قد شهد صحوة صوفية عميقة أثناء خضوعه للتشيلا ، وهي فترة أربعين يومًا من التأمل المنعزل.  مجموعته الشعرية الرئيسية، Masthan Saheb Padalgal ، تتعامل مع قوة هذا الضريح. 
تم تصميم العديد منهم على غرار أعمال مؤلفي الكيرتان وكتاب الترانيم مثل تايومانافار . تم تصميم العديد منهم على غرار أعمال مؤلفي الكيرتان وكتاب الترانيم مثل ثيومانافار .  تم وصف عمل ماستان صاحب بأنه يحتوي على "شفقة وشعور" مساوٍ لـ ثيومانافار ، ولكن بلغة بسيطة وعامية كانت في بعض الأحيان فظة أو فاحشة.  تأثر ماستان صاحب أيضًا بأعمال التاميل سيدهار (أتباع التانترا). 
عازف فينا من القرن العشرين V. S. جوماتيسانكارا أيير وضع أغانيه على ألحان كارناتيك ، مما يجعلها مناسبة للحفلات الموسيقية. قام عازف فينا في القرن العشرين VS Gomathisankara Iyer بتعيين أغانيه على نغمات كارناتيك، مما يجعلها مناسبة للعب الحفلات الموسيقية.  ألبوم يضم أعماله التي غناها مغني Gaana البارز Mylai Venu، تم إصداره بواسطة مركز دعم الفولكلور الوطني الهندي في عام 
لا تزال دارغاه في تشيناي تجتذب الحجاج والزوار.  والجدير بالذكر أنه يحتوي على ماندابام (قاعة أو منصة احتفالية) تشبه تلك الموجودة في معابد التاميل. وأبرزها أنها تحتوي على ماندابام (قاعة أو منصة احتفالية) تشبه تلك الموجودة في معابد التاميل.  كما دفن في الدرجه أربعة من تلاميذه - بولافار ناياغانغال (الشيخ عبد القادر) ، وقادر ماستان صاحب ، ومضر بيبي ، وإبراهيم صاحب. كما دفن في دارغاه أربعة من تلاميذه - بولافار ناياجانجال (الشيخ عبد القادر) وقادر ماستان صاحب ومدار بيبي وإبراهيم صاحب. 
أشار إليه السكان المحليون في شمال تشيناي، حيث أمضى سنواته الأخيرة، باسم تونديار ("شخص من توندي ").  لذلك أصبح حي تشيناي الذي كان يعيش فيه معروفًا باسم Tondiarpet . 